# Gol Linhas Aéreas Inteligentes

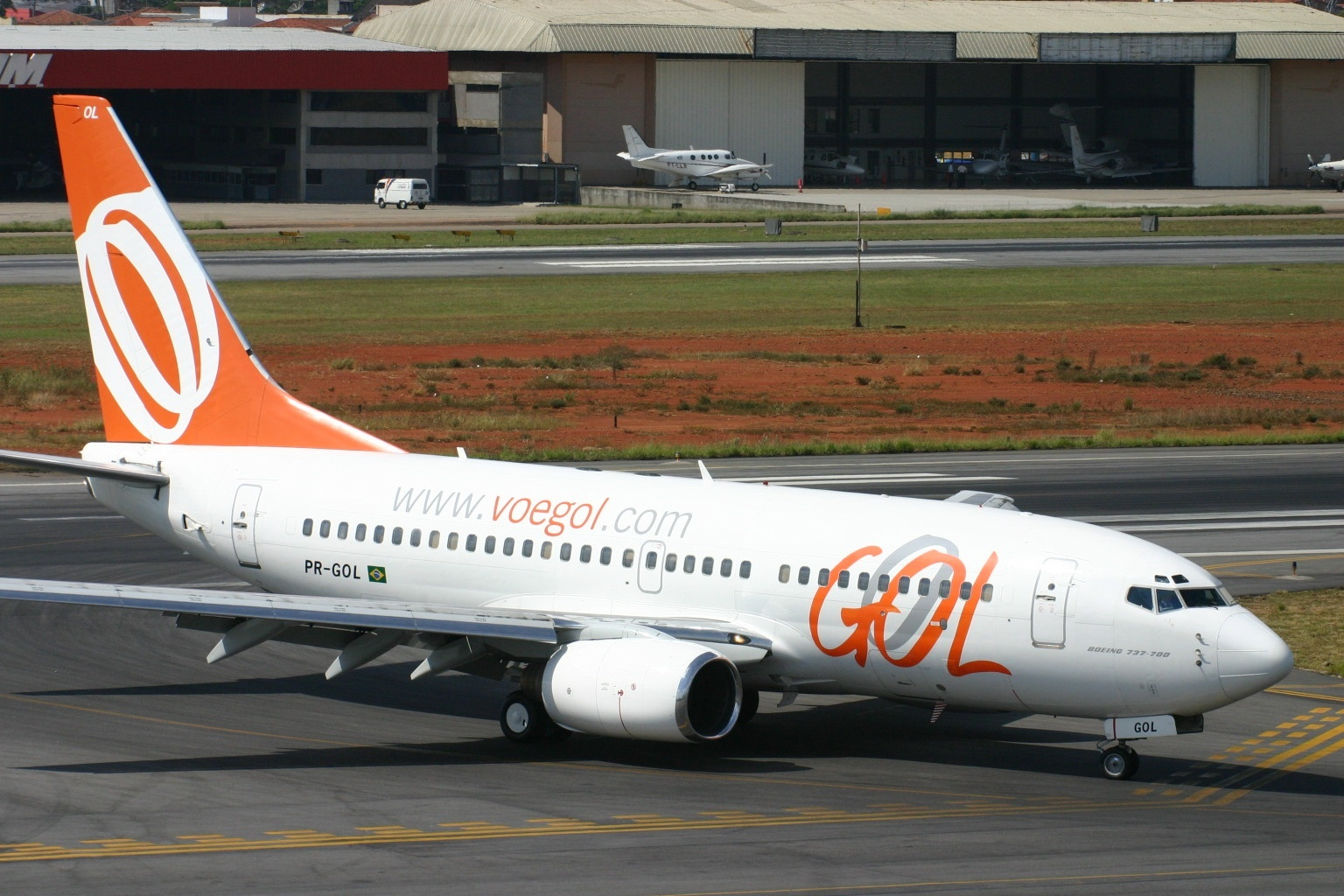
Boeing 737-700 que operou o segundo voo comercial da Gol.

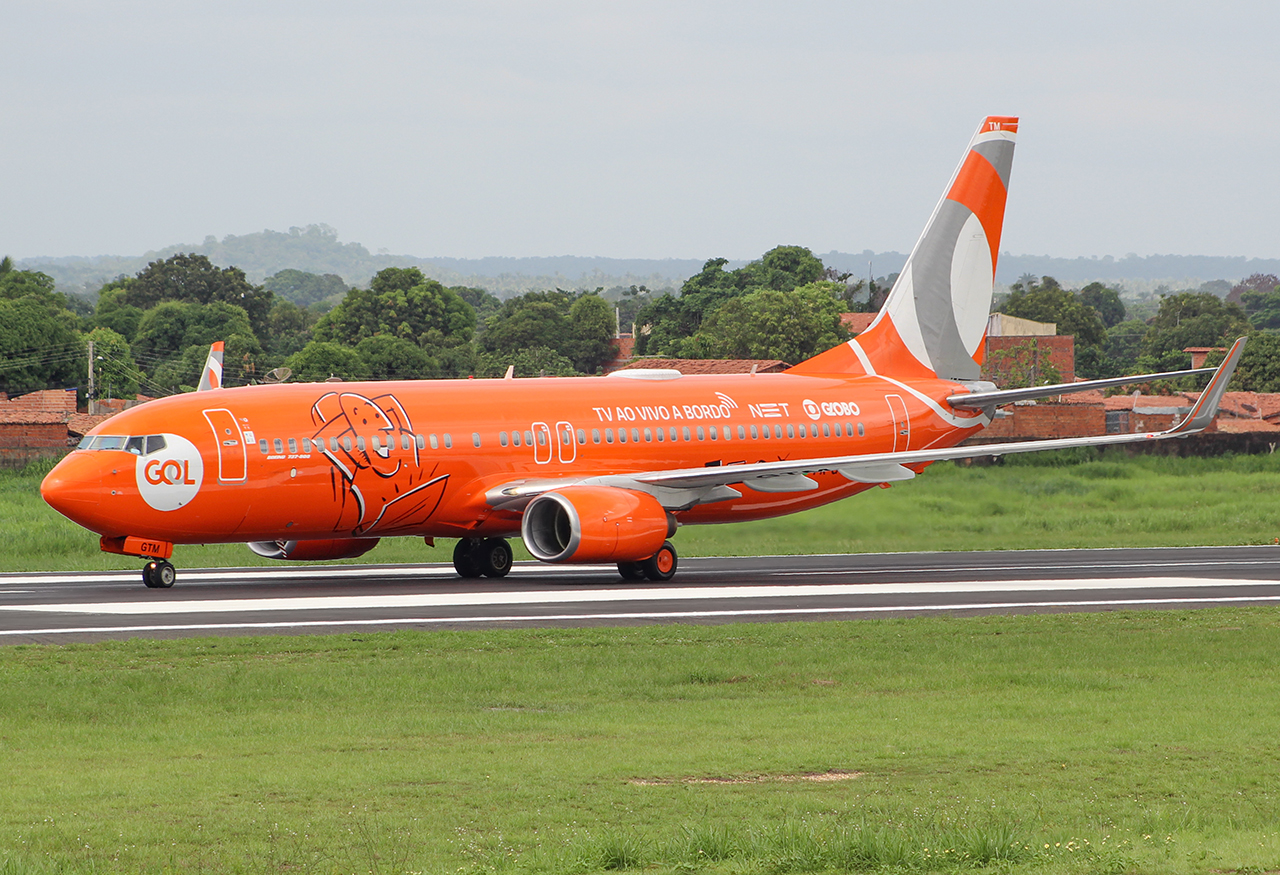
Boeing 737-8EH PR-GTM GOL Linhas Aéreas Pousando no Aeroporto de Teresina - Senador Petrônio Portella

A Gol Linhas Aéreas Inteligentes S.A. é uma companhia aérea brasileira sediada no Rio de Janeiro, fundada em 2001, por Nenê Constantino. É a maior companhia aérea do Brasil em número de passageiros, tendo 36% de participação do mercado doméstico, operando em 60 aeroportos no território brasileiro e em 23 destinos internacionais, além de ser a terceira maior em frota de aeronaves. Em 2014, a Gol fechou o ano com uma participação de mercado de 33% do total de assentos oferecidos em voos domésticos e é a companhia com mais participação no mercado doméstico.
Seus principais centros de operações são o Aeroporto Internacional de Guarulhos, em São Paulo, o Aeroporto Internacional do Galeão/Tom Jobim, no Rio de Janeiro e aeroporto de Congonhas, em São Paulo. Em 2017, anunciou, juntamente com o grupo franco-holandês Air France-KLM, a criação de um centro de conexões na cidade de Fortaleza (Aeroporto Internacional de Fortaleza), que distribuirá os passageiros do Norte e Nordeste para os voos para Paris e Amsterdam e se tornará uma de suas principais bases no país a partir de 2018. 
A Gol opera apenas aeronaves Boeing 737 Next Generation nas versões 737-700 e -800, com pedidos para as novas aeronaves da Boeing, sendo que alguns já chegaram no Aeroporto Internacional de Confins, em Belo Horizonte, e estão operando, Boeing 737 MAX 8 (desativados temporariamente após acidentes) e 737 MAX 10. As aeronaves modelo 737 MAX tiveram o retorno dos voos liberado pela FAA, o órgão regulador do setor nos Estados Unidos, em 18 de novembro, e no Brasil pela Agência Nacional de Aviação Civil (ANAC), em 25 de novembro após ajustes no sistema MCAS (Sistema de Aumento de Características de Manobra, na sigla em inglês). A Gol fez o primeiro voo após a autorização em 9 de dezembro de 2020.
Para salvar a empresa da falência, foi editada uma medida provisória no dia 1 de março de 2016 e publicada no dia seguinte permitindo a Delta Air Lines capitalizar a empresa brasileira após comprar 10% de suas ações.

## História

### Fundação e início das atividades
A Gol Linhas Aéreas foi fundada no dia 1 de agosto de 2000, com a razão social "GOL Transportes Aéreos Ltda". Foi a primeira companhia aérea fundada no Brasil no século XXI e também foi a primeira companhia brasileira a adquirir o conceito de baixo custo, o que oferece preços acessíveis nas passagens. A escolha do nome seguiu os seguintes critérios: ser monossilábico, fácil de memorizar e brasileiro. O nome "Gol" significa sucesso, conquista, alegria, vitória e possui a mesma pronúncia em qualquer lugar do país e do mundo. A nova companhia recebeu autorização jurídica do Departamento de Aviação Civil, que regulava o setor de aviação comercial no país, em 8 de dezembro de 2000.
A estreia da companhia aconteceu no dia 5 de janeiro de 2001, com evento realizado no hotel Hilton, em São Paulo. A cerimônia foi transmitida para as sete cidades onde a Gol iniciou suas atividades. Participaram o presidente da companhia, Constantino de Oliveira Júnior, e os principais executivos.
A Gol iniciou suas atividades comerciais em 15 de janeiro de 2001, quando um Boeing 737-700, prefixo PR-GOE, decolou do aeroporto Internacional de Brasília para o Aeroporto de Congonhas, com clientes e convidados a bordo. Quase no mesmo horário, outro Boeing 737-700, prefixo PR-GOL, decolou do Aeroporto Internacional do Rio de Janeiro-Galeão para o aeroporto de Congonhas. Em 17 de março, a Gol iniciou suas operações na ponte aérea Rio-São Paulo, a rota mais concorrida do Brasil.

### Voos internacionais
Ao final de 2004, a empresa iniciou seus voos internacionais entre São Paulo e Buenos Aires, posteriormente também começado a operar em Santa Cruz de la Sierra, na Bolívia. Em 2006, a companhia começou a operar rotas diárias para Santiago, no Chile. Em 2007, foi inaugurada uma rota diária para Lima, no Peru.
Em 2015, a Gol testou novos voos charter para Miami, com escalas em Manaus (na ida) e Caracas (na volta). Após este formato ser aprovado, iniciaram-se também voos para Orlando e Nova York, com escalas em Aeroporto Internacional de Las Américas, em Santo Domingo. Inicialmente estes voos foram apenas para clientes Smiles, sendo posteriormente expandido para todos os clientes.

### Apagão aéreo
No dia 29 de setembro de 2006, um Boeing 737 da Gol colidiu no ar com um Embraer Legacy 600. Investigações posteriores determinaram que o acidente foi causado por erros dos pilotos do Legacy e pela ineficiências dos controladores de tráfego aéreo brasileiros. Neste acidente, 154 pessoas morreram, todas no Boeing 737 da Gol. Este acidente, combinado com baixos salários e más condições de trabalho do pessoal do controle, foram as causas de uma greve no setor aéreo brasileiro, com atrasos e cancelamentos na maioria dos voos. Este movimento foi projetado principalmente pelos controladores, que decidiram reduzir ou paralisar sua jornada de trabalho. O ano de 2007 foi o único em que a companhia fechou com déficit, causado principalmente pela crise e pelo acidente, ambos ocorridos no ano anterior.

### Compra da Varig

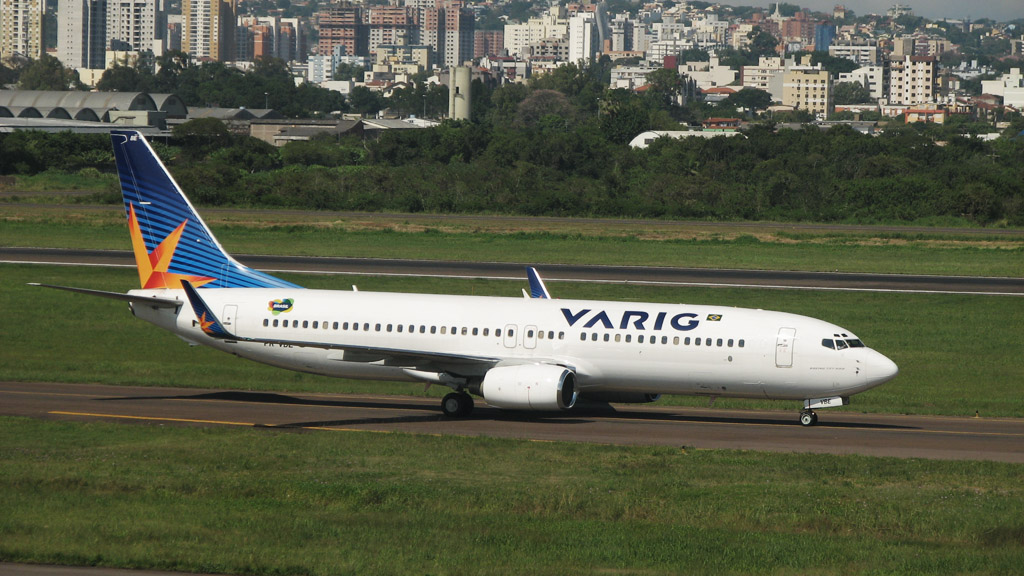
Boeing 737-800 com pintura da Nova Varig.

A Viação Aérea Rio-Grandense foi uma das primeiras companhias aéreas do Brasil, sendo também a maior companhia do país até 2000, quando sua marca começou a perder valor e suas dívidas foram se acumulando. Em 2006, a companhia não conseguiu quitar suas dívidas e foi declarada falência e sua marca foi posta a venda. Em 28 de março de 2007, a Gol comprou a marca da Varig, pagando o equivalente a 275 milhões de dólares. Neste momento, a Gol mudou sua razão social para "VRG Linhas Aéreas S/A", continuou com o programa de fidelidade Smiles, que era utilizado pela Varig, adquiriu nove Boeing 767 remanescentes da companhia e pintou algumas aeronaves com a marca da Nova Varig, Que desapareceu do mercado sendo incorporada à Gol.

### Novo logotipo e pinturas

Marca antiga da companhia usada de 2001 até 2015.

Marca usada pela companhia de 2015 até 2018.

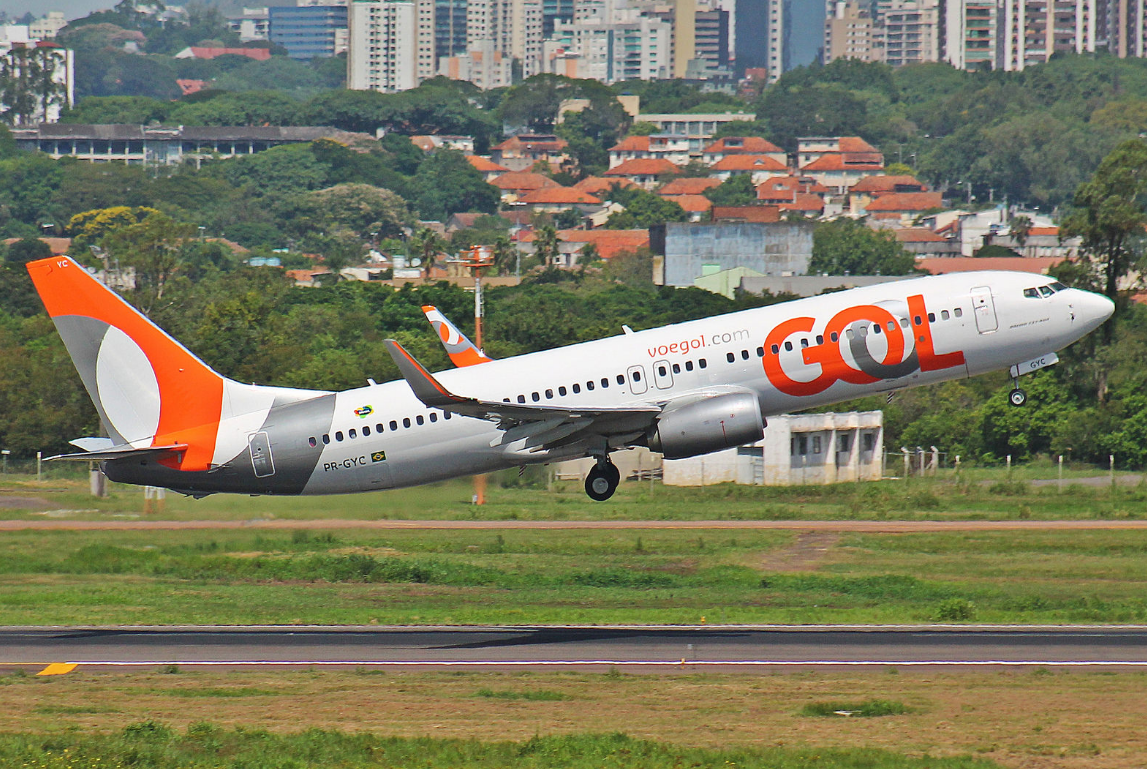
Boeing 737-800, já com a pintura nova.

Em 2015, após cerimônia realizada no centro de manutenção da companhia, localizado no Aeroporto Internacional de Belo Horizonte em Confins (MG) para comemorar o centésimo Boeing 737-800 recebido, a companhia anunciou a troca do logotipo e a nova pintura de suas aeronaves. A nova logomarca apresenta dois elos entrelaçados, representando a vocação da companhia em unir pessoas e lugares. Além das mudanças na logomarca e pintura, foi anunciada a instalação em toda a frota de um novo sistema de entretenimento de bordo, que contará com Wi-Fi, TV ao vivo e vídeos. As poltronas das aeronaves serão fabricadas utilizando couro reciclável e a companhia apresentou oficialmente o snack tribos, que é um lanche orgânico integral elaborado com sementes, como linhaça e gergelim, além de ingredientes orgânicos, cultivados sem fertilizantes e outros agrotóxicos, distribuído gratuitamente em todos os voos da companhia.

### Recuperação Judicial
Em 25 de janeiro de 2024, a GOL anunciou que ela e suas subsidiárias entraram voluntariamente com pedido de Chapter 11 no Tribunal de Falências dos Estados Unidos para o Distrito Sul de Nova York. O objetivo do processo segundo a Companhia, 'é para reestruturar suas obrigações financeiras de curto prazo e fortalecer sua estrutura de capital para ter sustentabilidade no longo prazo'.
Em 26 de janeiro de 2024, o Tribunal de Falências de New York aceitou o pedido. Apesar do anúncio, a Companhia e suas subsidiárias continuam operando normalmente.

## Frota
Em Março de 2025, a frota da GOL consistia em:

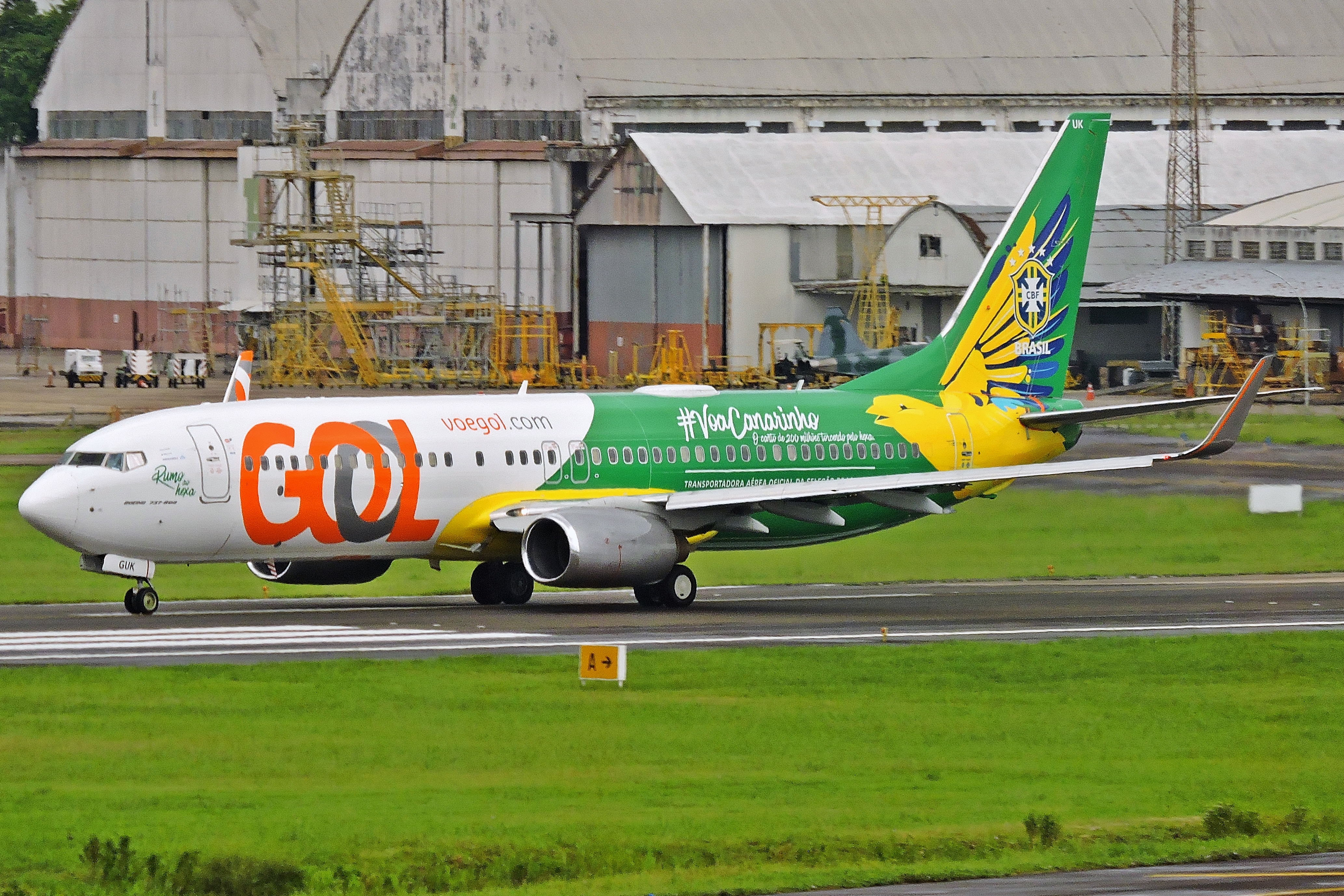
Boeing 737-800 da Gol em Porto Alegre, com a pintura especial da Seleção Brasileira de Futebol.

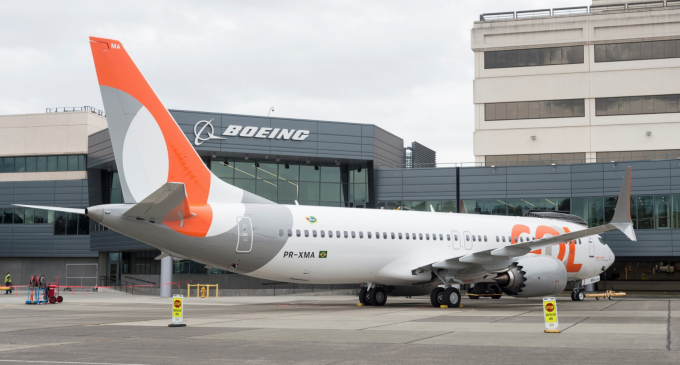
Primeiro 737 MAX 8 entregue à Gol Linhas Aéreas em 2018.

| Aeronaves          | Quantidade | Pedidos | Passageiros                   | Notas                                                               |
| ------------------ | ---------- | ------- | ----------------------------- | ------------------------------------------------------------------- |
| Boeing 737-700     | 12         | —       | 138                           | Rotas domésticas e internacionais de baixa ocupação.                |
| Boeing 737-800     | 67         | —       | 177-186                       | Rotas domésticas e internacionais.                                  |
| Boeing 737-800 BCF | 6          | —       | —                             | Veículos utilizados para carga, em parceria com o Mercado Livre     |
| Boeing 737 MAX 8   | 53         | 79      | 177-186                       | Rotas domésticas e internacionais (Miami, Orlando, Cancún e Quito). |
| Boeing 737 MAX 10  | —          | 22      | —                             | —                                                                   |
| Total              | 138        | 101     | Atualizado em Janeiro de 2025 | Atualizado em Janeiro de 2025                                       |

### Frota histórica da GOL
| Aeronave       | Quantidade | Anos de operação | Notas                   |
| -------------- | ---------- | ---------------- | ----------------------- |
| Boeing 737-300 | 15         | 2004–2010        |                         |
| Boeing 767-200 | 1          | 2007–2011        | Remanescentes da VARIG  |
| Boeing 767-300 | 8          | 2007–2011        | Remanescentes da VARIG. |

## Acordos

### Interline
O acordo de interline foi criado basicamente para proporcionar um incômodo menor ao passageiro que reservará um bilhete com mais de uma companhias aérea. Esse tipo de acordo permite que o passageiro reserve um bilhete com a ‘companhia aérea X’ e também voe com a ‘companhia aérea Y’ dentro do mesmo bilhete. É o nível mais básico de cooperação entre empresas aéreas.
Normalmente, quando duas companhias aéreas tem um acordo de interline em vigor elas lidam com o check-in e despacho de bagagem uma da outra.
A Gol mantém acordos interline com algumas companhias.
| - Aegean Airlines - Aeroflot - airBaltic - Air Caraïbes - Air China - Air Europa - Air India - Air Macau - Air Moldova - Air Serbia - Aircalin - All Nippon Airways - Amaszonas - American Airlines - Avianca Holdings - Avianca - Avianca Brasil - Avianca Costa Rica - Avianca El Salvador - Avianca Ecuador - Avianca Honduras | - Blue Panorama Airlines - British Airways - China Airlines - China Eastern Airlines - Condor Flugdienst - Conviasa - Cubana de Aviacion - Czech Airlines - El Al - Emirates Airlines - Ethiopian Airlines - EVA Air - Hahn Air - Hainan Airlines - Iberia - Insel Air - Japan Airlines - Jet Airways - LOT Polish Airlines - Lufthansa | - Malaysia Airlines - Meridiana - Middle East Airlines - Olympic Air - Qantas - Royal Air Maroc - SATA Air Açores - Singapore Airlines - Sky Airlines - South African Airways - SriLankan Airlines - Surinam Airways - Swiss - TAAG - Transportes Aéreos de Cabo Verde - TAME - Thai Airways - Turkish Airlines - United Airlines |

### Codeshare
Acordo de codeshare é visto como o próximo passo do interline. É uma parceria um pouco mais profunda e requer mais cooperação entre as companhias aéreas.
Esse tipo de acordo permite que companhias trabalhem em conjunto colocando “códigos” no voo umas das outras. Para quem não sabe, cada companhia aérea tem um código definido pela IATA (Associação Internacional de Transporte Aéreo).
O que está sendo feito neste acordo, de fato, é o “compartilhamento da aeronave”. A ‘companhia aérea Z’ comercializa um bilhete com o seu próprio código, como se fosse o seu próprio voo – contudo, o trajeto será operado pela ‘companhia aérea X’. A ideia é que isso seja benéfico para ambas as companhias aéreas, impulsione seus negócios e aumente o número de voos que cada passageiro tem acesso. Em outras palavras, uma companhia aérea alimenta a malha da outra.
A Gol mantém acordos codeshare com algumas companhias.
- Aerolineas Argentinas (Skyteam)
- Aeroméxico (Skyteam)
- Air Canada (Star Alliance)
- Air Europa  (Skyteam)
- Air France (Skyteam)
- American Airlines (Oneworld)
- Copa Airlines (Star Alliance)
- Emirates Airlines
- KLM (Skyteam)
- Qatar Airways (Oneworld)
- TAP Portugal (Star Alliance)

### Mercado Livre
A Gol Linhas Aéreas anunciou que fez um acordo com o Mercado Livre para fazer entregas com a marca. Com o investimento de R$ 17 bilhões, as duas empresas pretendem incluir seis aviões Boeing 737-800 BCF até 2023. Com isso, a Gol criou uma subsidiária chamada GOLLOG. O primeiro avião convertido foi o PS-GFA, que já voou pela companhia com outra matrícula.

## Acidentes

### Voo Gol 1907

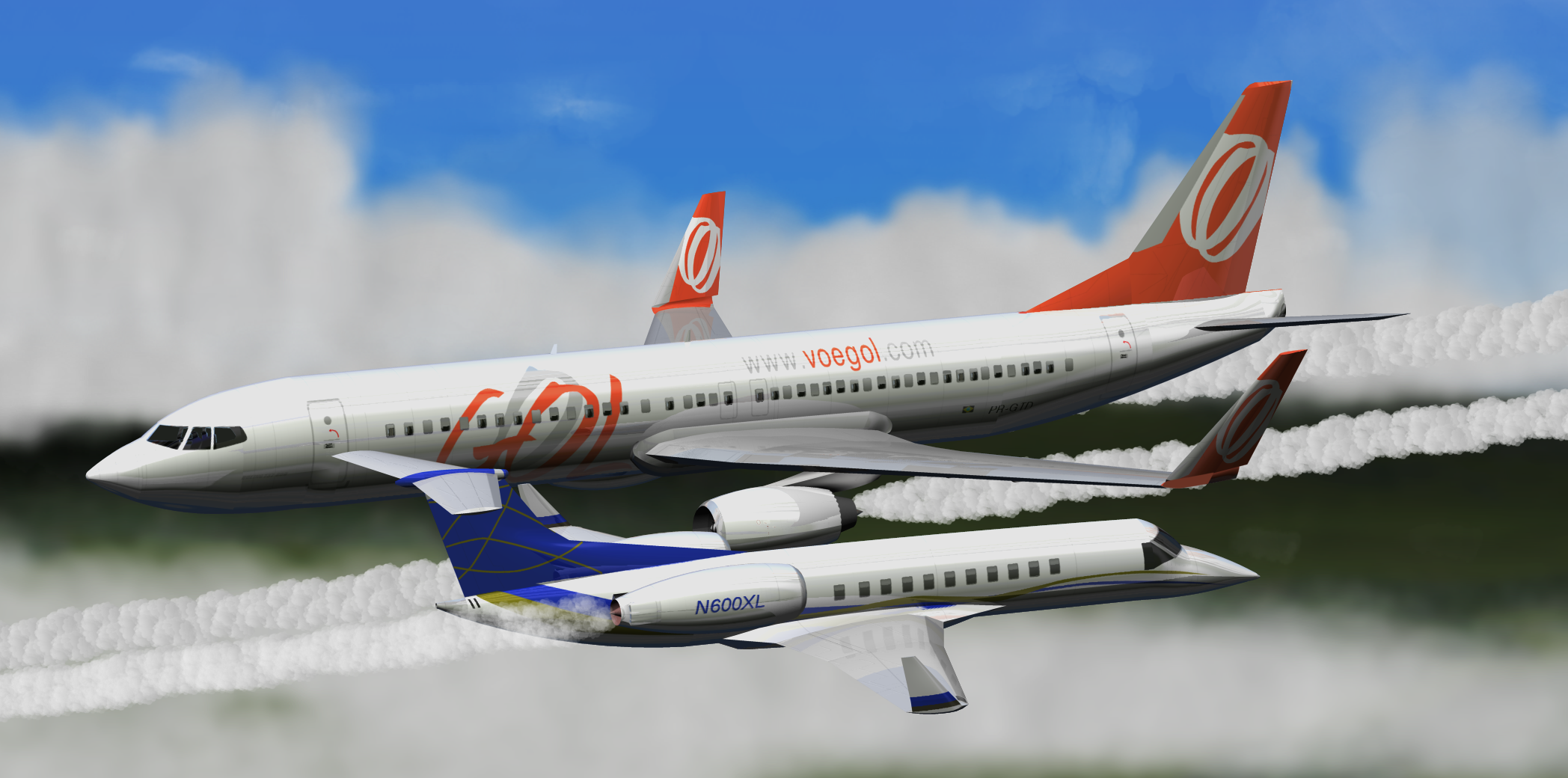
Imagem computadorizada da colisão. O winglet esquerdo do Legacy cortou mais da metade da asa do Boeing 737.

Em 29 de setembro de 2006, um Boeing 737-8EH da Gol, de prefixo PR-GTD ia de Manaus ao Rio de Janeiro, com escala em Brasília, cumprindo o voo 1907. Um Embraer Legacy 600 da companhia estadunidense ExcelAire ia de São José dos Campos à Miami, com escala em Manaus, cumprindo o voo de entrega da aeronave. Pouco antes das 17:00, o Boeing 737 e o Legacy colidiram a uma altitude de 37 000 pés (cerca de 11 000 metros), perto da cidade de Matupá, a 750 quilômetros (470 milhas) a sudeste de Manaus. O winglet esquerdo do Legacy cortou cerca de metade da asa esquerda do avião da Gol. Isso fez com que o Boeing 737 perdesse sustentação, o que rapidamente levou o avião a cair e colidir com uma área de densa floresta tropical, a 200 quilômetros (120 milhas) a leste do município de Peixoto de Azevedo. Todos os 154 passageiros e tripulantes a bordo morreram e o avião foi destruído, com os destroços espalhados ao redor do local do acidente.

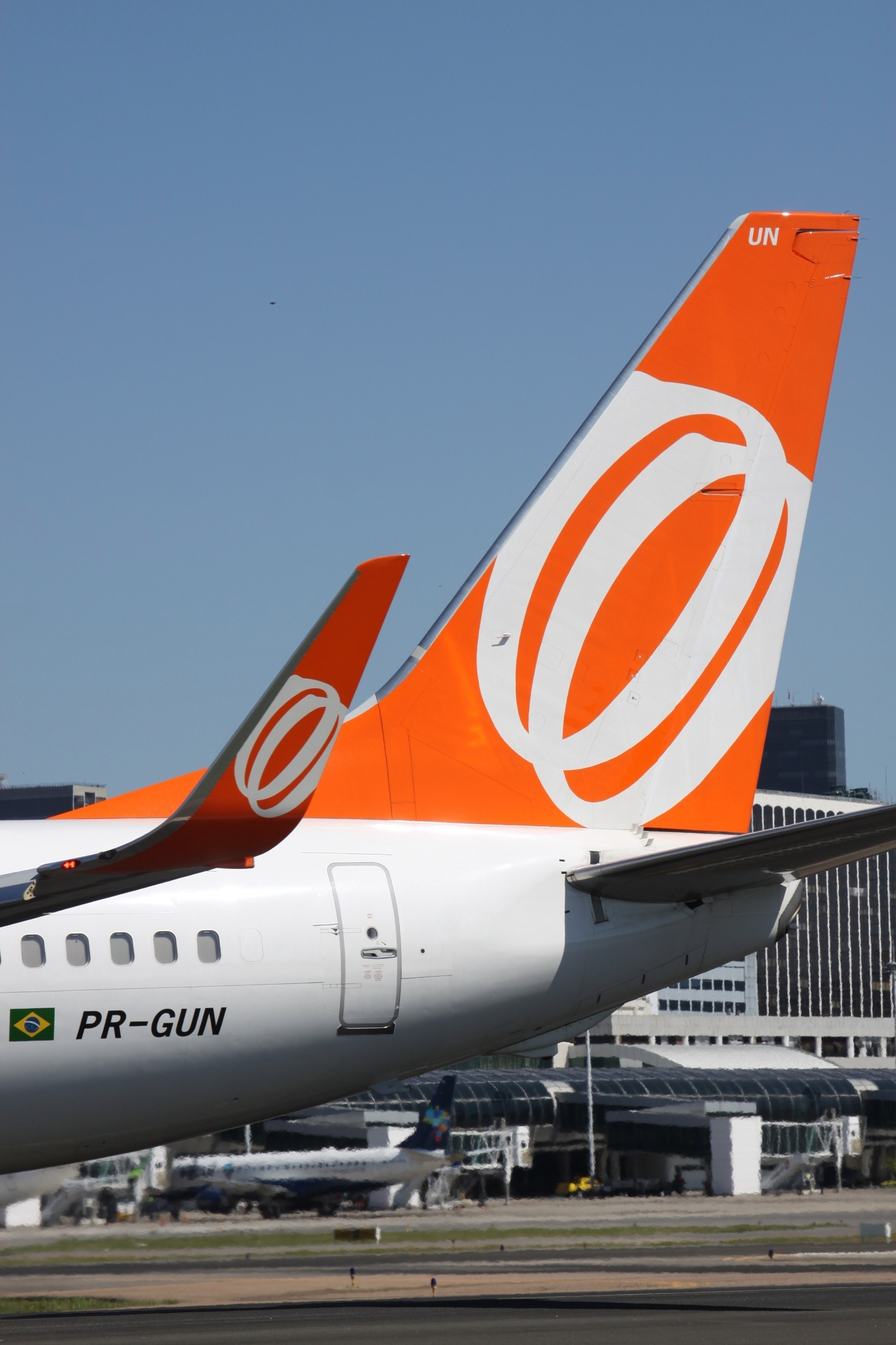
Estabilizador vertical e winglet de um 737-800 da Gol.

 O Legacy, apesar de sofrer sérios danos ao estabilizador horizontal e ao winglet esquerdo, continuou voando, embora o seu piloto automático tenha sido desligado e tenha exigido uma quantidade incomum de força no manche para manter o nível de voo. Com a ajuda de retransmissão de rádio de um Boeing 747 da Polar Air Cargo que sobrevoava a área no momento, a tripulação do Legacy pousou o jato na Base Aérea do Cachimbo, parte do Campo de Provas Brigadeiro Velloso, um grande complexo militar da Força Aérea Brasileira, localizado a cerca de 160 quilômetros (100 milhas) de distância do ponto onde ocorreu a colisão. O passageiro e jornalista Joe Sharkey descreveu sua experiência a bordo do Legacy em um artigo para o The New York Times, intitulado "Colliding With Death at 37,000 Feet, and Living", apresentado em 1 de outubro de 2006.

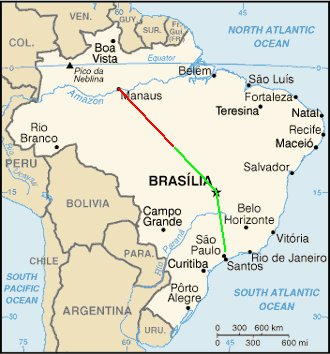
Mapa mostrando a rota dos dois aviões.

A Força Aérea Brasileira enviou cinco aeronaves e três helicópteros para a região, iniciando uma extensa operação de busca e salvamento. Cerca de 200 funcionários foram convocados para atuarem na operação, entre eles um grupo de nativos familiarizadas com a floresta. O local do acidente foi encontrado em 30 de setembro pela FAB a 200 quilômetros a leste de Peixoto de Azevedo, próximo a uma fazenda de gado. Foi relatado que o resgate teve dificuldade para chegar ao local do acidente devido à densa floresta. A Infraero indicou a possibilidade de haver cinco sobreviventes, mas uma declaração posterior da Força Aérea Brasileira, com base em dados coletados pelo pelotão da FAB no local do acidente, confirmaram que não havia sobreviventes. O presidente brasileiro Luiz Inácio Lula da Silva declarou três dias de luto nacional.
O acidente foi investigado pelo Centro de Investigação e Prevenção de Acidentes Aeronáuticos e pelo National Transportation Safety Board. O NTSB, em conformidade com as disposições do regulamento da ICAO, participou no inquérito representando o país de registro, o país do operador do Legacy e o país onde foram fabricados os instrumentos da Honeywell em ambas as aeronaves. O plano de voo do Legacy determinava que a aeronave deveria voar no nível de voo FL370 (aproximadamente 37 mil pés) até Brasília, na aerovia UW2, onde faria uma descida prevista para o nível de voo FL360 (aproximadamente 36 mil pés) e ingressaria na aerovia UZ6 no sentido nordeste em Teres, um waypoint localizado a 282 milhas náuticas (324 milhas, 522 quilômetros) a noroeste de Brasília, onde uma subida ao nível de voo FL380 (aproximadamente 38 mil pés) era prevista. De acordo com o plano de voo apresentado, o Legacy foi programado para estar no nível FL380, seguindo em direção a Manaus, ao passar o eventual ponto de colisão, que foi de cerca de 307 quilômetros (191 milhas) a noroeste de Teres. A tripulação do Legacy afirmou em seus depoimentos e entrevistas subsequentes que foram autorizados pelo controle de tráfego aéreo a voar no nível de voo FL370 até Manaus.
Em 10 de dezembro de 2008, mais de dois anos após o acidente, o Centro de Investigação e Prevenção de Acidentes Aeronáuticos emitiu o seu relatório final, que descreve a investigação, resultados, conclusões e recomendações. O relatório do CENIPA inclui uma seção denominada "Conclusões", que resume os fatos conhecidos e lista uma variedade de fatores relacionados com os controladores de tráfego aéreo e a tripulação do Legacy. De acordo com o CENIPA, os controladores de tráfego aéreo contribuíram para o acidente por conduzir o Legacy a uma altitude incorreta e não alertar ou corrigir o erro durante a transferência de centros. O CENIPA também encontrou erros na forma de como os controladores lidaram com a perda de contato com o Legacy. O CENIPA concluiu que os pilotos do Legacy também contribuíram para o acidente com a sua incapacidade de reconhecer que seu transponder foi inadvertidamente desligado, desativando assim o sistema anticolisão, bem como a sua formação insuficiente e preparação naquela aeronave.

## Incidentes
- No dia 20 de dezembro de 2003, o voo G3-1756 operado por um Boeing 737-700, de matricula PR-GOO, cumprindo a rota São Paulo-SP a Porto Alegre-RS via Navegantes-SC, derrapou no momento do pouso no Aeroporto de Navegantes devido a aquaplanagem. Com a derrapagem a aeronave saiu da pista por cerca de 120 metros e colidiu contra o muro do aeroporto, resultando em grandes avarias no nariz, motor esquerdo e na asa esquerda do avião. Porém, apesar do forte impacto, não houve feridos dentre as 149 pessoas a bordo.[62]
- No dia 16 de outubro de 2011, o voo G3-1536 realizado por um Boeing 737-800, de matrícula PR-GUL, ia do aeroporto de Congonhas ao aeroporto Santos Dumont com 95 passageiros quando perdeu parte dos instrumentos de navegação minutos após a decolagem. O comandante percebeu o problema no momento em que o piloto automático foi acionado e isso inesperadamente fez reduzir a velocidade e elevar o nariz do avião, mudando sua posição no ar e causando a perda de sustentação. Contudo, o piloto recuperou os comandos de imediato e desligou o piloto automático quando o voo já estava a quase 600 metros do solo. Em seguida o comandante declarou emergência e solicitou orientações ao controlador de tráfego aéreo para a navegação do voo até o aeroporto mais próximo. Após algum tempo a aeronave fez um pouso de emergência no Aeroporto Internacional de Viracopos. Segundo a companhia, o problema foi ocasionado por um pequeno cabo que deveria estar conectado ao computador de bordo.[63][64]
- Em 25 de setembro de 2015, o voo G3-1668, realizado por um Boeing 737-800, de matrícula PR-GXP, se preparava para decolar do aeroporto Santos Dumont, no Rio de Janeiro, com destino ao aeroporto Internacional de Confins, na região de Belo Horizonte-MG, quando derrapou na pista de taxiamento. Após uma mudança na direção dos ventos, o controlador de tráfego aéreo do aeroporto orientou o comandante do voo a mudar de pista. Porém, ao fazer a manobra a aeronave derrapou e saiu da pista, atolando o trem de pouso no gramado do aeródromo após a cabeceira da pista. Não houve feridos no incidente.[65][66]
- Em 14 de fevereiro de 2016, o voo G3-1415, operado por um Boeing 737-800, matrícula PR-GXA, cumprindo a rota Brasília-DF a São Paulo-SP, levando 145 passageiros, teve seu motor direito incendiado. Houve intensas labaredas oriundas da parte de trás do motor que danificaram a fuselagem e os vidros das janelas próximas ao motor incendiado. O incidente ocorreu pouco antes da decolagem do aeroporto da capital federal no momento em que seguia para a pista de taxiamento. Não houve feridos e a aeronave foi levada para manutenção.[67]
- Em 8 de março de 2016, o voo G3-1231 operado por um Boeing 737-8BK, prefixo PR-GOP, realizando a rota Maringá-PR a São Paulo-SP, levando 162 passageiros, foi obrigado a retornar ao Aeroporto de Maringá 15 minutos após a decolagem devido a problemas mecânicos no motor esquerdo que desestabilizou o voo. Os passageiros relataram terem ouvido um forte estouro e, em seguida, visto chamas saindo do motor esquerdo. Não houve feridos e a referida aeronave foi encaminhada para manutenção para a substituição do motor avariado.[68][69]
- Em 29 de Abril de 2020, um dos motores do voo 2034, realizando a rota São Paulo-SP a Salvador-BA, operado por um Boeing 737-700 de matrícula PR-GON, expeliu fogo após o choque com um pássaro, durante a decolagem em São Paulo. O voo conseguiu retornar ao aeroporto para os devidos reparos.[70]
- Em 20 de fevereiro de 2022, um balão caiu em cima de um avião da companhia que faria o voo 7682, com destino para Buenos Aires partindo do aeroporto de Guarulhos (SP). O material, estava com rostos estampados de personagens do SBT. A emissora disse em comunicado que não patrocina nenhuma soltura ou comercialização de balões. A GOL disse que a aeronave não sofreu danos e a mesma partiu direto para o seu destino minutos depois.[71]